# Vegana
Vegana é um filme de animação desenvolvido pelo cartunista Airon Barreto, ex-diretor de animação dos Estúdios Mauricio de Sousa e atual sócio-diretor do estúdio Cosmic. A dublagem ficou a cargo, dentre outros, de Gabriela Veiga e Fernando Anitelli, membros do grupo Teatro Mágico.